# アニメ大全
アニメ大全（アニメたいぜん、英: Anime TAIZEN）は、一般社団法人日本動画協会主催『アニメNEXT_100』プロジェクト公式データベースであり、株式会社アーイメージが運営管理する日本のアニメ作品の総合データベース。

## 概要
日本のアニメーション文化が2017年に100周年を迎えるのを契機として日本動画協会が始めたプロジェクト『アニメNEXT_100』の一環として2015年に制作が開始された。2021年10月22日、関係者などへ試験的な公開を実施し、日本動画協会の会員社であるアニメ制作関連の会社をはじめとした有識者による改修や更新を経て、2022年8月25日の13時（日本標準時）より一般公開された。公開された時点で14,710件のアニメ作品、175,755話分の基本情報が登録されており、世界最大規模のデータベースになるという。「アニメNEXT_100」プロジェクトの事務局は、このデータベースを活用して「アニメの研究や文化の継承に役立ててほしい」としている。登録されている情報は随時更新されていくという。
登録されているアニメ作品は、日本国内で初めてアニメが制作された1917年以降の作品で、公開時期やスタッフ、声優などの詳しい情報が登録されている。検索方法は、作品名による検索や、制作年代、五十音、キーワードなどによる検索が用意されている。
『新世紀エヴァンゲリオン』のように制作会社や関係企業の意向で非掲載となっている作品があり、人物情報でも改名に対応しているかまちまちであったり、姓名の間にスペースを入れないと検索しても出なかったり、監督レベルのスタッフでも掲載されていないこともある。

## 登録状況
2021年9月16日時点。
| 年代     | 作品数 | 作品数 | 作品数 | 作品数 | 作品数 | 話数    |
| 年代     | 計     | 映画   | テレビ | OVA    | その他 | 話数    |
| -------- | ------ | ------ | ------ | ------ | ------ | ------- |
| 1910年代 | 33     | 32     | 0      | 0      | 1      | 33      |
| 1920年代 | 112    | 57     | 0      | 0      | 55     | 115     |
| 1930年代 | 227    | 114    | 0      | 0      | 113    | 227     |
| 1940年代 | 153    | 110    | 0      | 0      | 43     | 157     |
| 1950年代 | 127    | 81     | 1      | 0      | 45     | 135     |
| 1960年代 | 367    | 116    | 241    | 0      | 10     | 14,273  |
| 1970年代 | 450    | 191    | 239    | 11     | 9      | 18,208  |
| 1980年代 | 1,213  | 355    | 471    | 376    | 11     | 22,770  |
| 1990年代 | 2,531  | 494    | 966    | 1,051  | 20     | 34,389  |
| 2000年代 | 3,162  | 384    | 1,821  | 924    | 33     | 47,972  |
| 2010年代 | 5,267  | 696    | 2,299  | 1,616  | 656    | 38,630  |
| 2020年代 | 565    | 89     | 378    | 22     | 76     | 565     |
| 年代不明 | 42     | 0      | 0      | 0      | 42     | 0       |
| 計       | 14,249 | 2,719  | 6,416  | 4,000  | 1,114  | 177,474 |